# Southern Pacific Transportation Company
Pour les articles homonymes, voir SP.

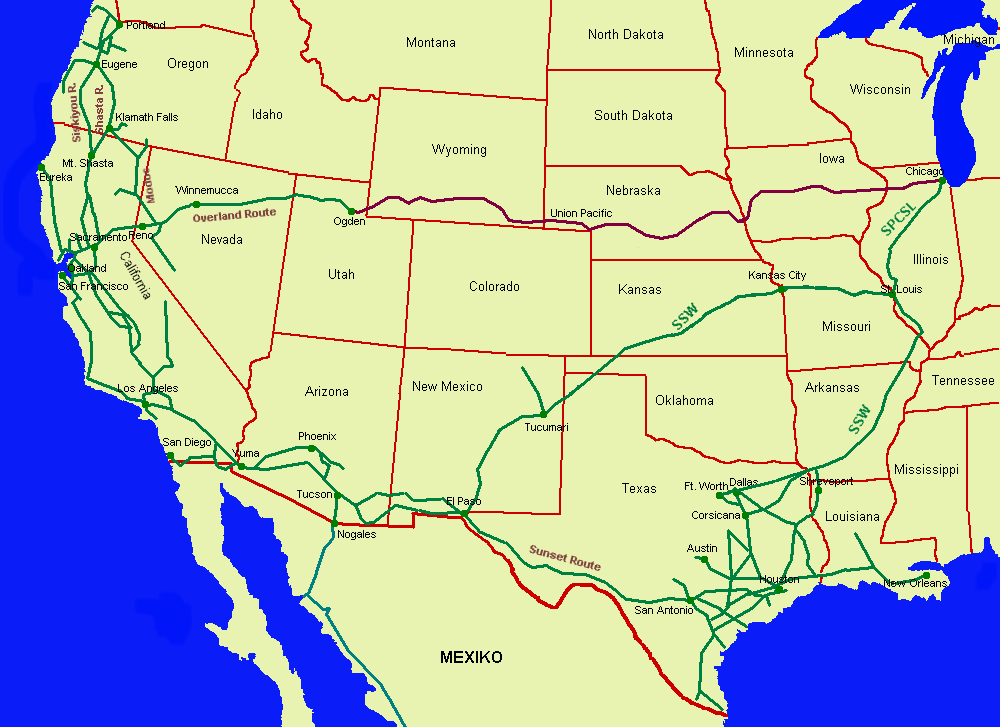
Carte du réseau

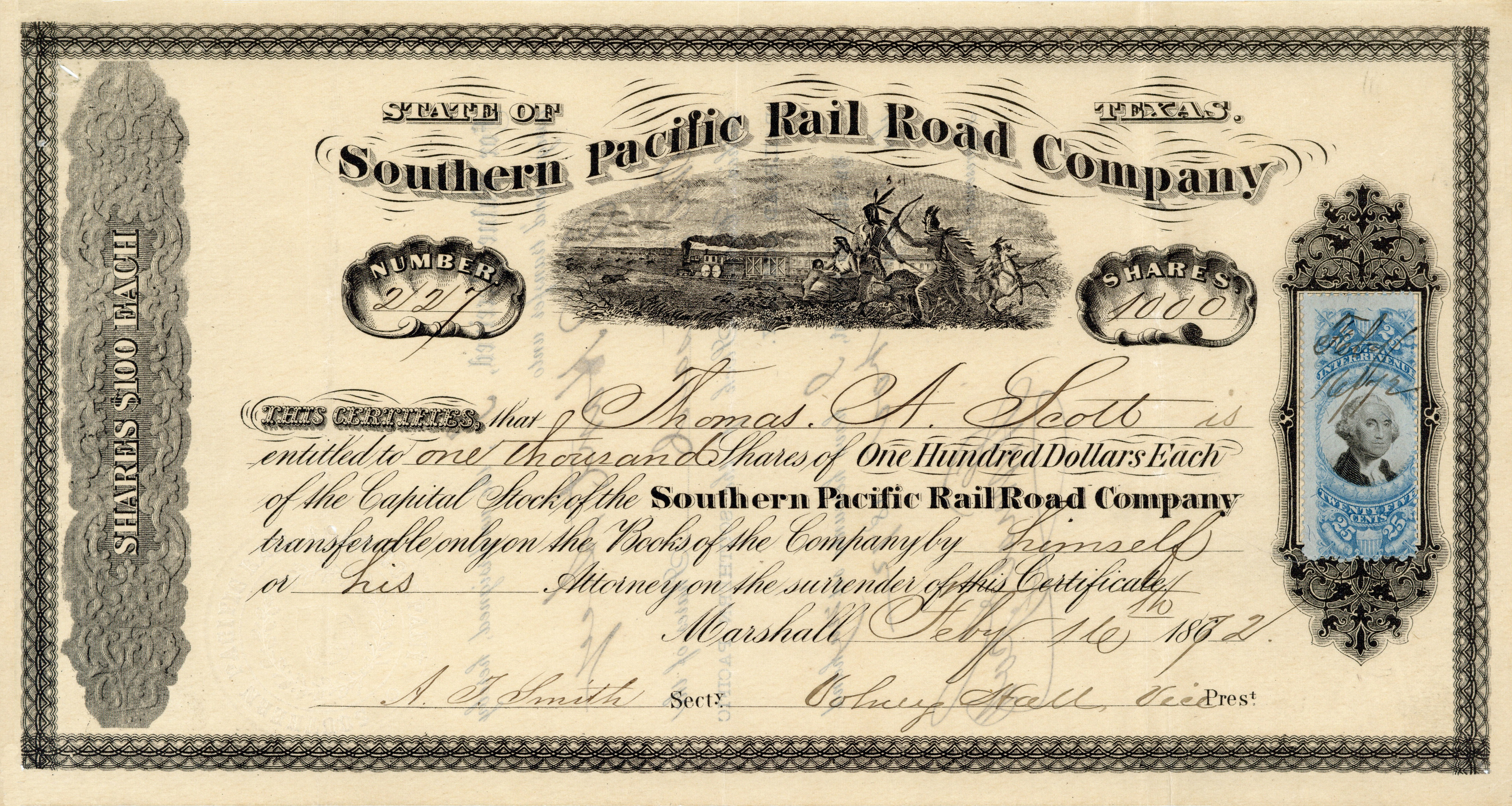
Action de la Southern Pacific Railroad Company de 1 000 parts de 100 $ chacune, émise à Marshall, Texas, le 16 février 1872, enregistrée au nom de son président Thomas A. Scott

La Southern Pacific Transportation Company (familièrement la Southern Pacific, Southern Pacifique ou SP) est une ancienne compagnie de chemin de fer américaine.
Elle a été fondée en 1865 et a porté les noms de Southern Pacific Railroad, de 1865 à 1885, et de Southern Pacific Company, de 1885 à 1969. Son quartier général est à San Francisco, Californie. Ses voies desservaient la côte ouest des États-Unis et le delta du Mississippi, via un parcours le long de la frontière mexicaine ; elle atteint Chicago grâce à sa filiale du Cotton Belt.
Pionnière dans le transport des agrumes venant de Californie, elle est contrôlée par l'Union Pacific entre 1900 et 1913. La compagnie reprend son indépendance se développe durant la seconde moitié du XXe siècle. Elle développe le trafic intermodal, ouvre le Palmdate Cutoff permettant de franchir la Cajon Pass (dernier grand chantier de franchissement des Rocheuses par un chemin de fer). Elle tente en 1984 de fusionner avec le Santa Fe Railroad.
En 1988, la compagnie Rio Grande Industries, qui contrôlait le Denver and Rio Grande Western Railroad (D&RGW) sous la direction de Philip Anschutz, acheta le Southern Pacific Railroad. La compagnie prit le nom de Southern Pacific (SP) à cause de sa renommée parmi les transporteurs ferroviaires. 
Au cours des années 1990, le D&RGW perdit beaucoup de sa compétitivité vis-à-vis des autres transporteurs transcontinentaux, et son activité devint largement dépendante de son acheminement de charbons de haute qualité produit par les mines de l'Utah.
Le 11 septembre 1996, Anschutz vendit le nouveau SP à l'Union Pacific, en partie pour répondre à la récente fusion du Burlington Northern Railroad et de l'Atchison, Topeka and Santa Fe Railway, devenus le Burlington Northern and Santa Fe Railway (BNSF).

## Histoire
Avec la découverte d'or en Californie en 1849, le gouvernement des États-Unis engagea la guerre contre le Mexique qu'il gagna rapidement. La Californie fut achetée et rejoignit les États-Unis le 9 septembre 1850.

### Les origines et la période Collis P. Huntington
La plus ancienne compagnie qui fit partie du réseau du Southern Pacific, et qui fut aussi le premier chemin de fer au Texas, s'appelait le Buffalo Bayou, Brazos and Colorado Railway; il fut créé en 1851, et reliait Houston à Alleyton.
En Arizona beaucoup de petites lignes virent le jour, mais beaucoup furent rachetées par le SP.
En Californie, la Sierra Nevada constituait une frontière si infranchissable, que les rails et les équipements venaient par cargo depuis la côte Est, contournaient l'Amérique du Sud pour remonter vers la côte pacifique. Il fallut attendre que le géomètre Theodore Judah découvrit une route viable au nord-est de Sacramento, appelé Donner Pass, pour que l'idée d'une liaison intercontinentale parût réalisable. Aussitôt, le New Yorkais, Collis P. Huntington, propriétaire du Chesapeake and Ohio Railway, s'associa avec Leland Stanford, Mark Hopkins et Charles Crocker (appelés « The Big Four »), pour créer le Central Pacific Railroad en juin 1861.
Le Southern Pacific Railroad fut créé par un groupe d'hommes d'affaires mené par Timothy Phelps, en 1865, pour relier San Francisco à San Diego. Rapidement, les « Quatre Grands » du Central Pacific prirent le contrôle du Southern Pacific le 25 septembre 1868. La rencontre légendaire du Central Pacific avec l'Union Pacific Railroad, le 10 mai 1869 au Promontory Summit, permit de réaliser la première ligne transcontinentale d'Amérique du Nord. Le Southern Pacific et le Central Pacific unifièrent leur fonctionnement en 1870, tout en restant indépendants.
Cette même année, en raison de la guerre civile, le Buffalo Bayou, Brazos and Colorado Railway fit faillite ; il fut réorganisé par des actionnaires proches du SP et prit le nom de Galveston, Harrisburg and San Antonio Railroad. 
En juin 1873 dans son atelier de Sacramento, le Southern Pacific fabriqua sa première locomotive, une 4-4-0 (American (locomotive)|American), destinée au Central Pacific sous le numéro CP55. Le SP atteignit Bakersfield le 8 novembre 1874, puis Los Angeles le 5 septembre 1876 après avoir franchi le Tehachapi Loop.
Partant de Los Angeles, le SP franchit le fleuve Colorado et arriva à Yuma en 1877. La même année, il acheta le Houston & Texas Central Railway. Tandis que son réseau s'étendait vers l'est, le SP expérimenta sa première locomotive au fioul en 1879. Le SP atteignit Tucson, Arizona le 20 mars 1880, et El Paso, Texas le 19 mai 1881. Dans le but de réaliser le second chemin de fer transcontinental, le SP rejoignit le Texas and Pacific Railway à Sierra Blanca, Texas le 15 décembre 1881, puis rencontra le Galveston, Harrisburg and San Antonio Railroad grâce au spectaculaire Pecos River High Bridge, le 12 janvier 1883; puis par la Sunset Route, la ligne se terminait à Houston via San Antonio.
Le 17 février 1885, le SP et le Central Pacific furent réunis sous la holding Southern Pacific Company, et le 1er avril, le CP cessa d'exister.
Le SP inaugura son premier train de wagons réfrigérés pour le transport d'oranges le 14 février 1886 au départ de Los Angeles. Cela contribua à l'essor économique de la fameuse industrie des agrumes du sud de la Californie, en rendant possible la distribution des fruits et légumes périssables vers l'est des États-Unis.
En 1900, le SP était un  chemin de fer majeur, intégrant de nombreuses compagnies, lui permettant de relier La Nouvelle-Orléans à Ogden et Portland, Oregon via El Paso, Tuscon, Los Angeles, San Francisco, et Sacramento.

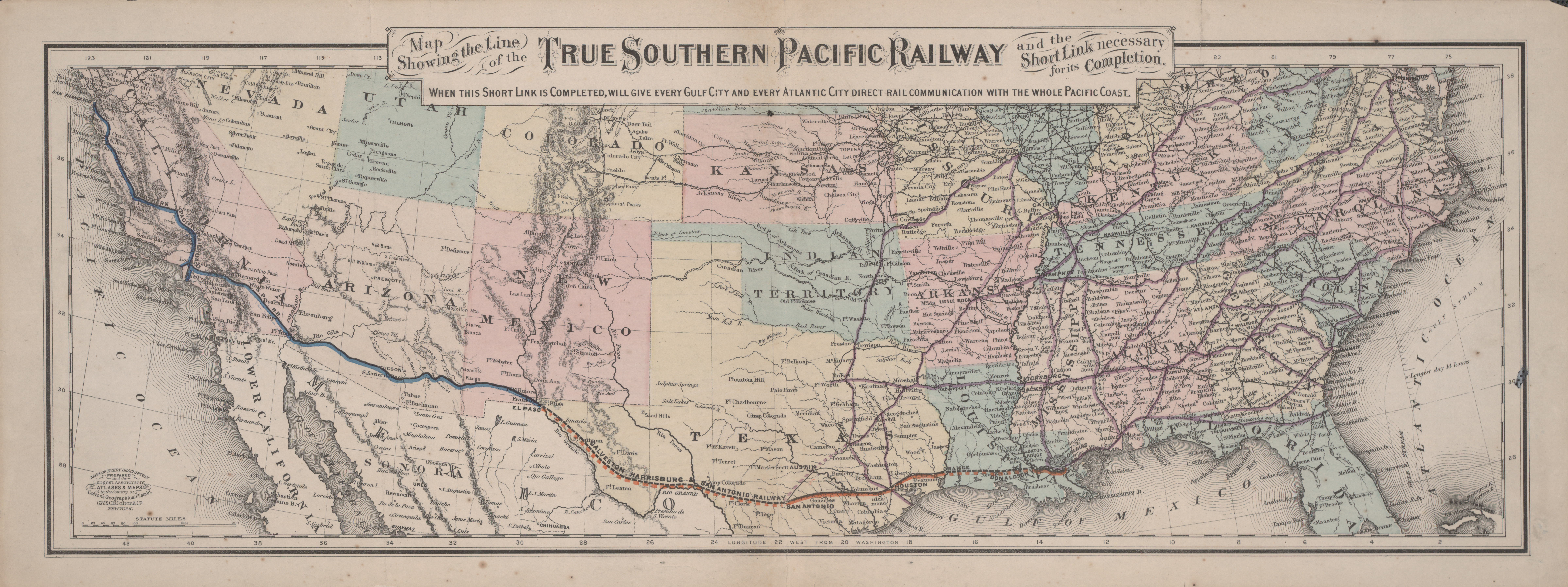
Carte du Southern Pacific Railway, vers 1881

### La période Edward Harriman
La mort de Collis P. Huntington en 1900, permit à Edward Harriman de prendre le contrôle du SP en 1901. Harriman qui avait permis la renaissance financière de l'Union Pacific Railroad, finit par contrôler en 1907 les chemins de fer suivants: l'UP, le SP, l'Illinois Central Railroad, l'Oregon Short Line Railroad, l'Oregon Railway and Navigation Company et le Los Angeles and Salt Lake Railroad.
Afin de court circuiter Promontory, le SP ouvrit le 8 mars 1904, le Lucin Cutoff, dont la voie ferrée passait en plein milieu du Grand Lac Salé. Et le 20 mars, le SP inaugura sa nouvelle ligne baptisée Coast Line, permettant de relier Los Angeles à Santa Barbara.
Le tremblement de terre de San Francisco qui eut lieu le 18 avril 1906, détruisant entre autres le QG du SP, marqua ainsi le début de l'affaiblissement de la compagnie. Cette année-là, le SP et l'UP formèrent le Pacific Fruit Express spécialisé dans les transports réfrigérés. Le SP créa en 1909, sa filiale mexicaine, le Southern Pacific of Mexico, mais qui fut vendu plus tard au gouvernement mexicain en 1951.

### Le retour à l'indépendance
En 1913, face au monopole de l'Union Pacific sur les chemins de fer de l'ouest américain, la Cour suprême des États-Unis, ordonna à l'UP de revendre ses participations dans le SP.
Le 28 décembre 1917, le gouvernement fédéral prit le contrôle de toutes les compagnies ferroviaires du pays en vue de sa préparation à la première guerre mondiale.

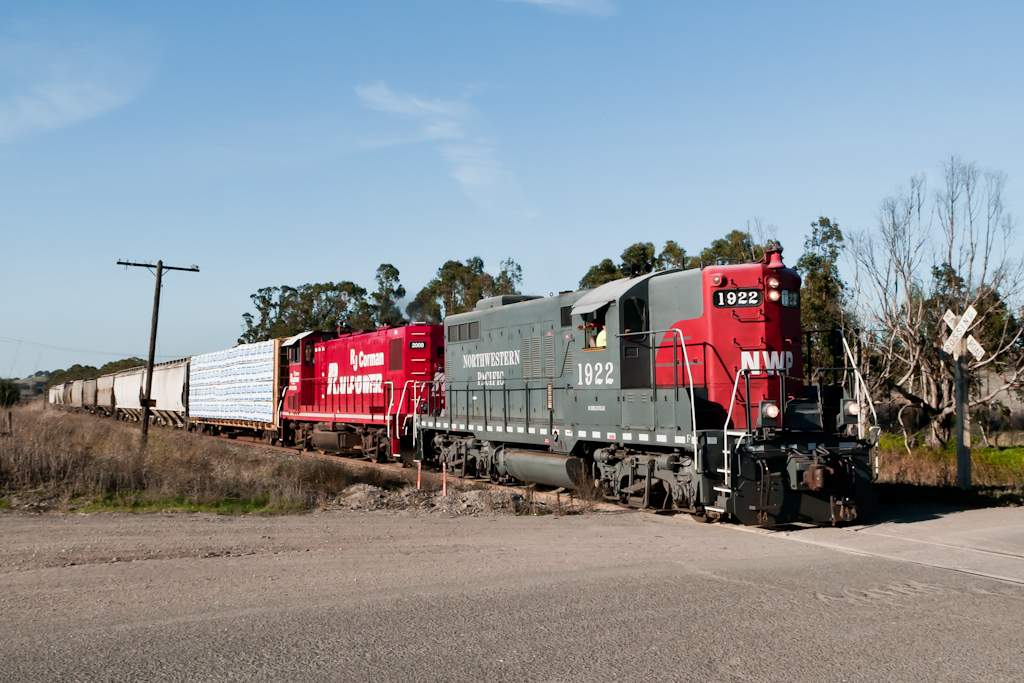
La EMD GP9 n°1922 du Northwestern Pacific Railroad photographiée le 21 octobre 2011, à Redwood Landfill, Petaluma, Californie.

En 1929, le SP racheta le Northwestern Pacific Railroad au Santa Fe, ce qui porta son réseau à 22 286 km de voie. En 1932 le SP gagna le contrôle du Cotton Belt (alias St. Louis Southwestern Railway ou SSW) avec 87 % des actions.
À partir de mai 1939, les trains voyageurs de l'UP, du SP et du Santa Fe arrivant à Los Angeles, avaient pour terminus commun le Los Angeles Union Passenger Terminal.
La première locomotive diesel entra en action en 1947, et 10 ans plus tard, la dernière vapeur fut retirée du service.
L'année 1952 fut marquée par deux interruptions de trafic: la première en hiver, toucha le City of San Francisco qui resta bloqué par la neige durant 3 jours au col de Donner Pass ; et la seconde en été, concerna la ligne du Tehachapi qui fut touchée par un tremblement de terre.
Le transport de fret se modernisa avec l'arrivée en 1953, des wagons plats pour le transport de semi remorque, appelés Trailer On Flat Car TOFC ou piggyback (venant du mot pickaback: porter sur son dos), permettant l'essor du train intermodal.
En 1961, le SP intégra totalement le Texas and New Orleans Railroad; ce dernier, créé en 1856 à Houston, Texas, fut contrôlé par Huntington dès 1881, et devint la première compagnie du Texas en 1934.
Le rachat du Western Pacific Railroad fut interdit par l'Interstate Commerce Commission (ICC) en 1965. En 1967, le SP ouvrit le Palmdate Cutoff, qui permettait de franchir le col de Cajon Pass ; ce fut la plus longue nouvelle ligne jamais construite depuis un quart de siècle.
En 1970, la holding Southern Pacific Company prit le nom de Southern Pacific Transportation Company. Le Cotton Belt, contrôlé à plus de 98 % par le SP, relia en 1980, St. Louis à Santa Rosa, grâce à l'acquisition d'une partie de l'ancien Rock Island Railroad. Dans sa course au développement, le SP voulut fusionner avec le Santa Fe en 1984, mais l'Interstate Commerce Commission  refuse cette fusion.

### La fin de l'indépendance

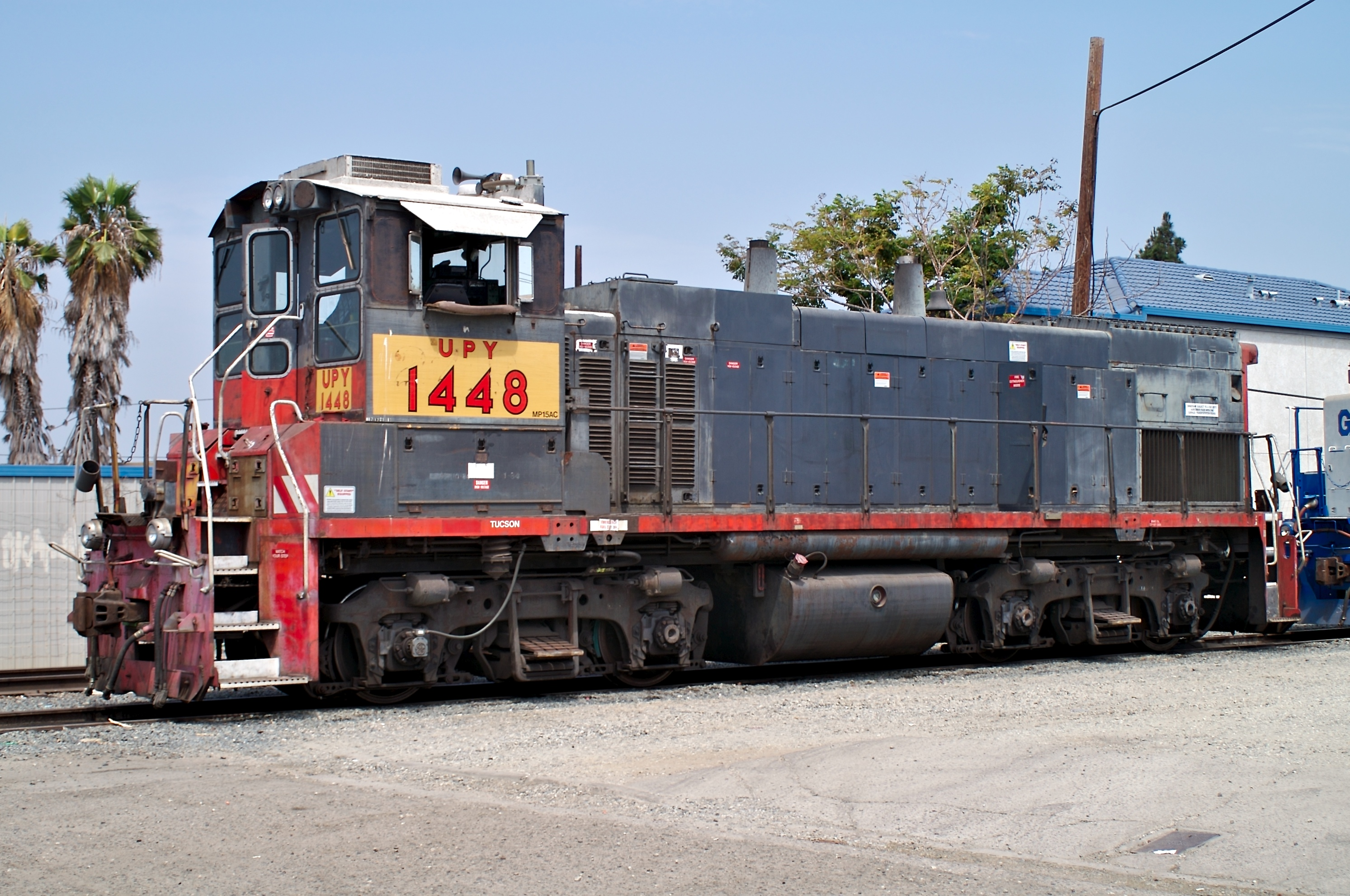
Un EMD MP15AC ex-Southern Pacific, renuméroté pour l'Union Pacific par de simples « patches » de couleur (2007).

Le Rio Grande profita de l'affaiblissement du SP pour en prendre le contrôle le 13 octobre 1988, et le nom retenu fut celui de Southern Pacific Railroad jugé plus prestigieux.
En 1994, le réseau du SP ne faisait plus que 21 551 km, en incluant les 3 618 km du Rio Grande et les 3 510 km du Cotton Belt. Cette diminution du réseau par rapport à 1929, était due à la fermeture de certains embranchements, à la vente du Northwestern Pacific Railroad (528 km), et du Southern Pacific Railroad Company of Mexico (2 142 km), et enfin à la vente de lignes à voies étroites.
À partir de cette période, la politique du « fast freight » chère au D&RGW, laissa la place à la pratique bien établie du SP de faire circuler des trains longs et lents. Un facteur favorisant fut la flambée du cours du fioul à la suite du choc pétrolier de 1973, ce qui mit un terme à la coûteuse politique du « fast freight ». 
L'Union Pacific Railroad après avoir tenté dans les années 1910 de prendre le contrôle du SP, finit par l'acquérir en 1996, et imposa son nom pour toutes les compagnies.

## Livrées et logos
Le SP connut des livrées caractéristiques.

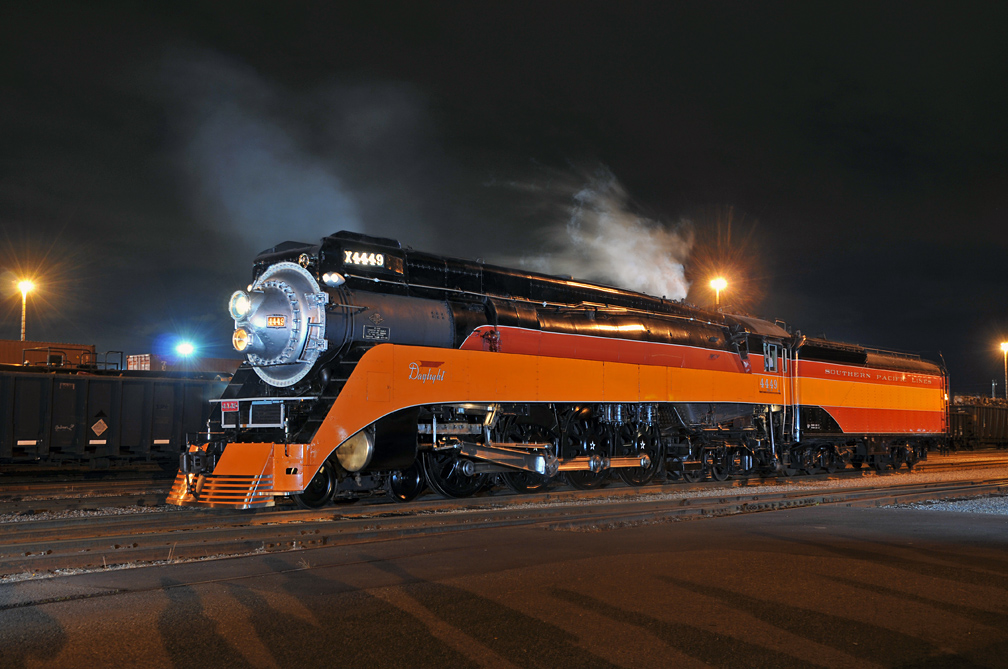
La locomotive GS-4 n°4449 en livrée « Daylignt », le 23 juin 2011) à Tacoma.

Pour la vapeur à partir des années 1930, la boite à fumée reçue une couleur argent clair ; quant à certains trains de voyageurs, comme le Coast Daylight ou le Sunset Limited, les locomotives revêtirent la fameuse livrée Daylight (noire, vermillon et orange). La plus célèbre vapeur Daylight fut la GS-4.
Le SP fut aussi le seul à avoir des cab-forward essentiellement de type 2-8-8-4 et produites par Baldwin, permettant aux chauffeurs de ne pas être enfumés dans les nombreux tunnels.

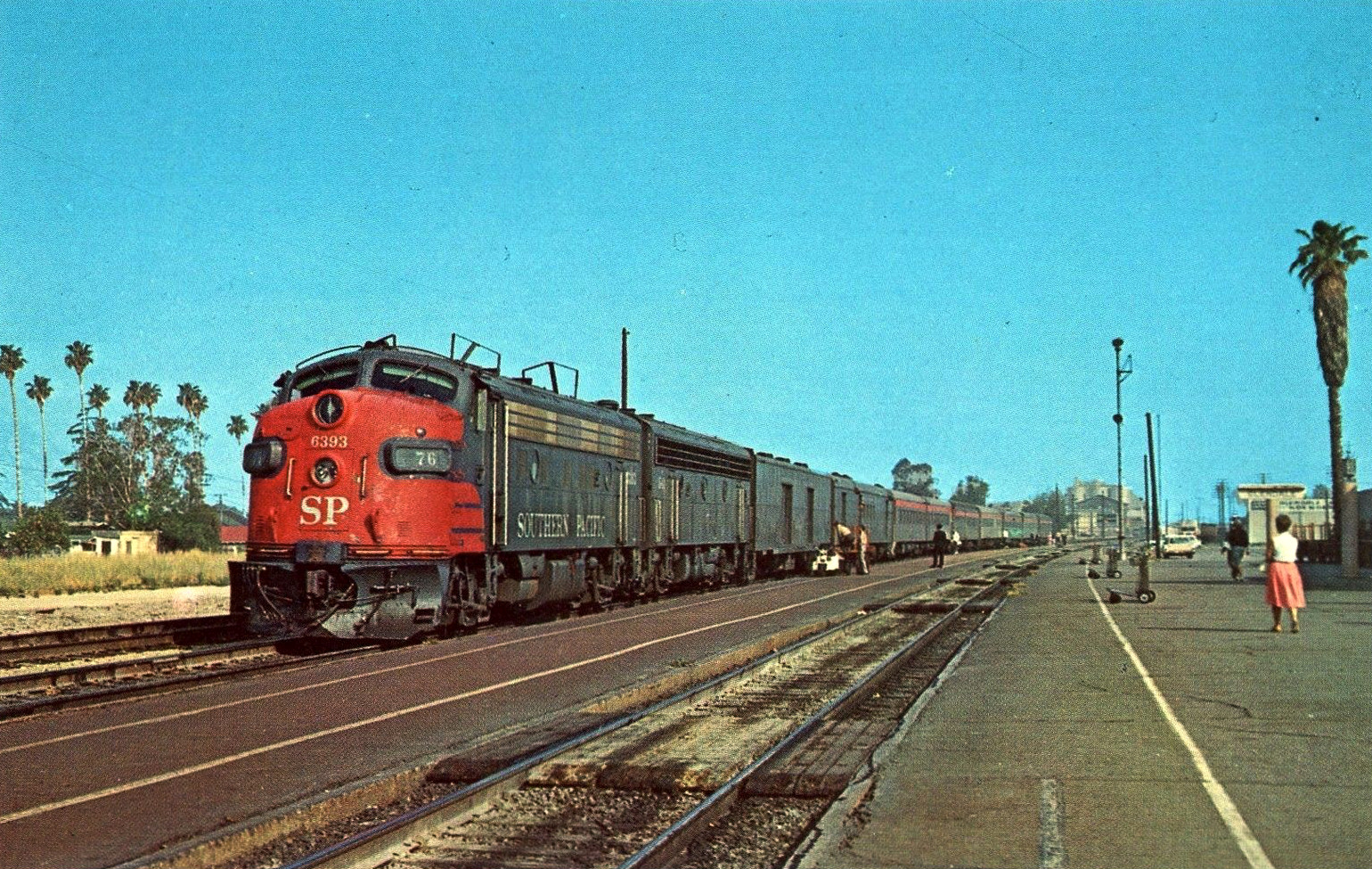
Livrée « Bloody Nose » (nez sanglant), caractéristique des machines du SP, ici peinte sur une EMD F7 arrêtée à Glendalle le 16 avril 1965.

Pour la traction diesel, les premiers switchers furent noir avec des diagonales orange aux extrémités, ce qui leur valut le surnom de Tiger Stripe. À partir de 1959, le SP adopta le gris foncé avec le nez rouge ailé appelé Bloody Nose. Quand l'échec de la création du Southern Pacific Santa Fe (SPSF) fut connu, plusieurs diesel avaient déjà la livrée Kodachrome avec le lettrage SPSF. Cette livrée appelée aussi « Shouldn't Paint So Fast », fut conservée sur certaines machines jusqu'à la fin de l'indépendance de la compagnie.
Lorsque le Rio Grande racheta le SP en 1988, ce fut le style « speed lettering » du Rio Grande qui fut remplacé par celui du SP.
Outre leurs livrées, les diesels du SP possédaient plusieurs signes distinctifs : les machines étaient équipées à l'avant et à l'arrière d'un système d'éclairage élaboré. Il comprenait un gros Mars Light rouge pour signaler les urgences, additionné de quatre phares (deux en haut de la cabine et deux sur le nez de la machine sous le mars light). À partir des années 1970, toutes les nouvelles locomotives reçurent l'air conditionné; elles étaient identifiables par le système de climatisation qui était positionné sur le toit de la cabine. En hiver, les road switchers avaient de larges chasse neige très utiles pour la ligne du Donner Pass. De nombreuses road switchers utilisaient des klaxons à air comprimé fabriqués par Nathan-AirChime (modèle M3 ou M5) qui permettaient de jouer des accords différents de ceux émis par les locomotives des États de l'ouest.

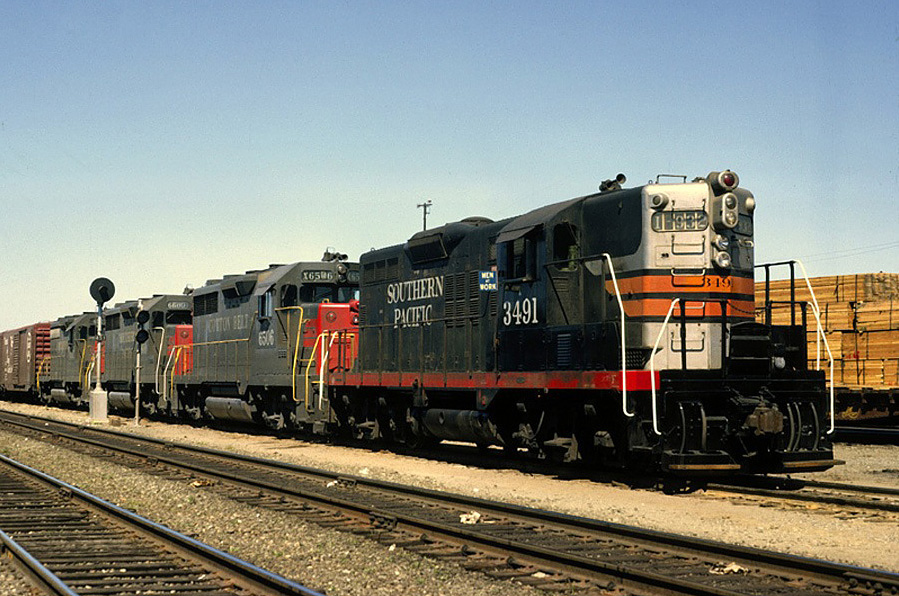
La EMD GP9 n°3491 en livrée « Black Widow » (veuve noire) photographiée en avril 1966 à San José (Californie).

Le SP et sa filiale Cotton Belt, furent les seuls à recevoir les SD45-T2, dites locomotives "Tunnel Motor". Au lieu d'être située sur le toit, la prise d'air pour les radiateurs était positionnée sur les côtés, afin d'aspirer le plus d'air frais dans les tunnels et d'éviter que la neige accumulée sur la machine n'empêchât son fonctionnement. Le SP ainsi que le Rio Grande exploitèrent aussi les locomotives « Tunnel Motor » EMD SD40-T2s.
Jusqu'à la fin de son existence, les machines du SP furent réputées pour leur saleté. On disait même que les machines n'étaient lavées que lorsqu'il pleuvait.
L'Union Pacific inaugura récemment la sixième et dernière machine EMD SD70ACe de sa série Héritage, sous le n°UP 1996. Sa livrée est basée sur celles du Daylight et du Black Widow.

## Les trains de voyageurs
Le SP exploita ses trains jusqu'à ce que l'Amtrak prît la relève, le 1er mai 1971.

### Liste des trains avec dénominations
- 49er
- Argonaut
- Arizona Limited (exploité conjointement avec le Rock Island Railroad)
- Beaver
- Californian
- Cascade Limited
- City of San Francisco (exploité conjointement avec le Chicago and North Western Railway et l'Union Pacific Railroad)
- Coast Daylight (toujours exploité de nos jours par l'Amtrak au sein du Coast Starlight)
- Coast Mail
- Coaster
- Del Monte
- Fast Mail (Overland Mail)
- Golden Rocket (exploité conjointement avec le Rock Island Railroad)
- Golden State (exploité conjointement avec le Rock Island Railroad)
- Grand Canyon
- Klamath
- Lark
- Oregonian
- Overland
- Owl
- Pacific Limited
- Peninsula Commute (exploité jusqu'en 1985 par SP, et depuis cette date par Caltrain)
- Rogue River
- Sacramento Daylight
- San Francisco Challenger (exploité conjointement avec le Chicago and North Western Railway et l'Union Pacific Railroad)
- San Joaquin Daylight
- Senator
- Shasta Daylight
- Shasta Express[3]
- Shasta Limited
- Shasta Limited De Luxe[3]
- Sunbeam
- Sunset Limited
- Tehachapi
- West Coast

### Les locomotives utilisées pour le service voyageur
Locomotives à vapeur
- 2-8-0 Consolidation
- 2-8-2 Mikado
- 4-4-2 Atlantic
- 4-6-2 Pacific - voir SP 2472
- 4-8-2 Mountain
- 4-8-8-2, Cab forward
- 4-8-4 Golden State/General Service - voir SP 4449

Locomotives diesel
- ALCO PA
- EMD E2
- EMD E7
- EMD E8
- EMD E9 - voir SP 6051
- EMD FP7
- FM H-24-66 "Train Master"
- EMD GP7 – uniquement SSW (Cotton Belt)
- EMD GP9 – voir SP 5623
- EMD SD7
- EMD SD9 – voir SP 4450
- GE P30CH – loué auprès d'Amtrak
- EMD SDP45
- EMD GP40P-2

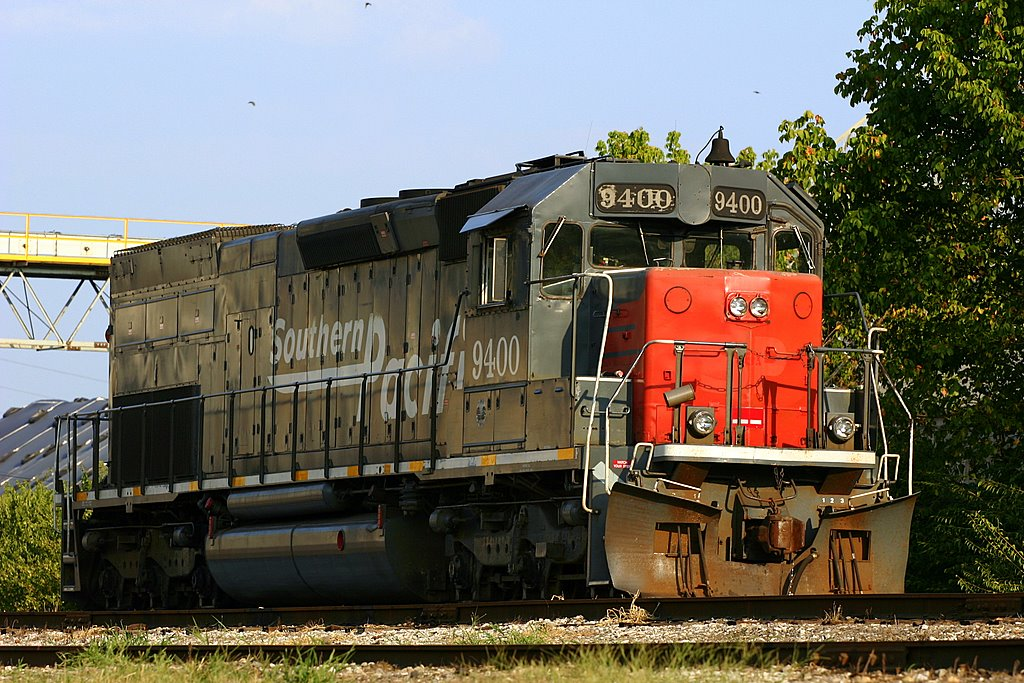
Locomotive diesel type EMD SD45 aux couleurs de la Southern Pacific.
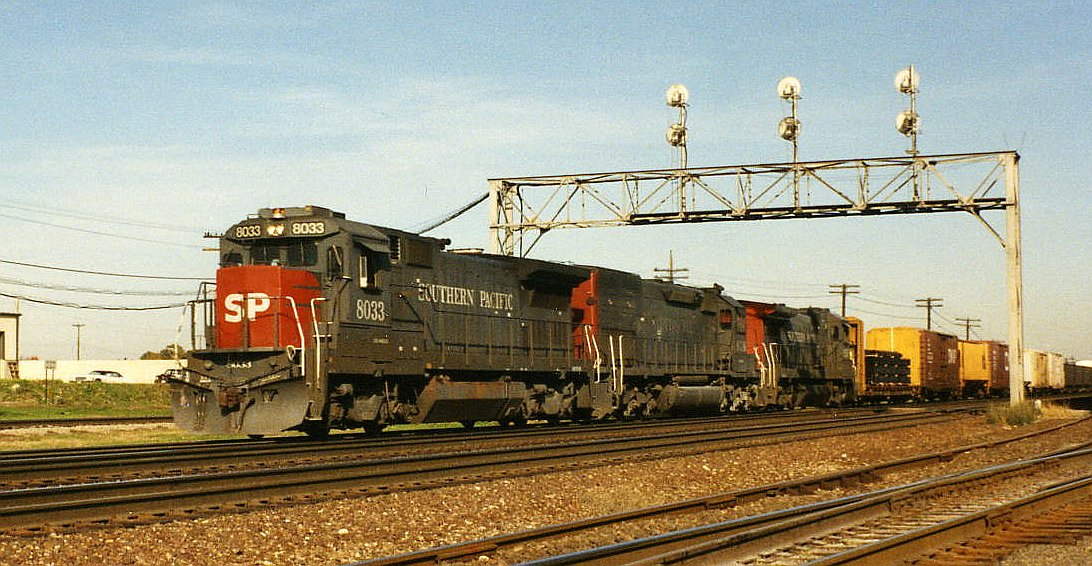
Un train SP en 1992.
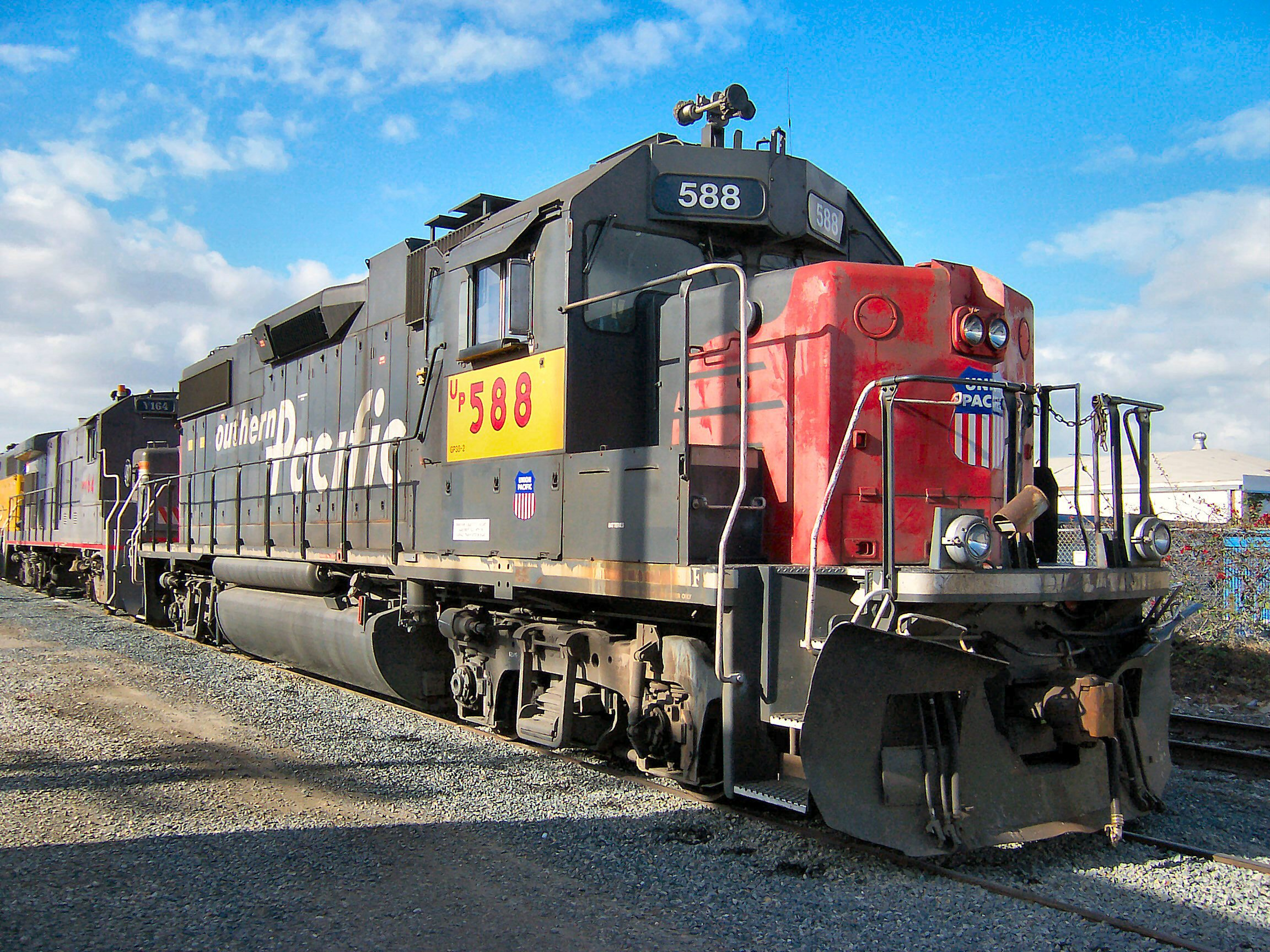
Un GP 38-2 de l'Union Pacific, dont l'ancienne appartenance au SP est encore bien visible.

## Les locomotives préservées
Beaucoup des machines du SP ont reçu le logo de l'UP ainsi qu'un nouveau numéro. Mais il reste encore quelques locomotives avec leurs livrées "bloody nose". Parmi les machines les plus caractéristiques, on trouve:
- la vapeur AC-12 no 4294, de type 4-8-8-2, située au California State Railroad Museum de Sacramento, Californie.
- la vapeur GS-4 no 4449, de type 4-8-4, localisée au Brooklyn Roundhouse de Portland, Oregon.
- la vapeur P-8 no 2472,de type 4-6-2, possédée et exploitée par le Golden Gate Railroad Museum de Redwood City, Californie.
- la vapeur no 2467, de type P-8, 4-6-2, prêtée par la Pacific Locomotive Association de Fremont au California State Railroad Museum.
- la vapeur Mk-5 no 745, de type 2-8-2, propriété du Louisiana Rail Heritage Trust, exploitée par le Louisiana Steam Train Association, et basée à Jefferon près de La Nouvelle-Orléans, Louisiane.
- la diesel SP 3100 (anciennement SP6800 Bicentennial) General Electric U25B, détenue et exploitée par l'Orange Empire Railway Museum[4], Perris, CA
- la diesel EMD SD7 no 1518, localisée à l'Illinois Railway Museum de Union, Illinois.
- la diesel EMD SD9 no 4450, localisée au Western Pacific Railroad Museum de Portola, Californie. Utilisée antérieurement pour le service de banlieue.

## Le transport maritime
Le Central Pacific Railroad, et plus tard le Southern Pacific, exploitèrent une flotte de ferry boats qui reliait Oakland à San Francisco.
Dès la fin des années 1860, le Central Pacific prit le contrôle des lignes de ferry boats dans la baie de San Francisco. Le Central Pacific racheta pratiquement tous les pontons d'accostage d'Oakland., Que ce fussent des compagnies de ferries pour passagers, des emplacements de docks, ou des lignes de diligences, toute concurrence fut impitoyablement balayée. Pour compléter le dispositif, un important embarcadère, le Oakland Long Wharf, fut construit à San Francisco dans les années 1870.
Dans les années 1930, le SP avait la plus grosse flotte de ferry. Ses 43 navires transportaient annuellement 40 millions de passagers et 60 millions de véhicules.
Avec l'ouverture en 1936 du San Francisco Oakland Bay Bridge, l'activité commença à baisser. En 1951, il ne restait plus que 6 navires en activité. Le service des ferries fut arrêté en 1958.

## Recyclage en vélorail
Un tronçon des voies autrefois utilisées par la Southern Pacific Railroad, notamment celle construite en 1887 pour la principale liaison ferroviaire reliant San Francisco à Los Angeles, a souffert à la fin du siècle suivant du développement de la voiture et des autoroutes, et le service passager a ainsi pris fin en 1934, suivi par le frêt agricole en 1975. Puis, au XXIe siècle, elle fait partie des parcours de vélorail aménagés aux États-Unis,. Des millions de vététistes ont tout d'abord parcourus les chemins bordant les vergers, proches de la rivière et de la vallée de Santa Clara, la voie de chemin de fer servant aussi de décor aux studios d’Hollywood. La société Sierra Railroad, exploitant des lignes de vélorail et de tourisme ferroviaire du Nord de la Californie (Skunk Train, Movie Railroad, River Fox Train…) près de Sacramento et Mendocino (Pudding Creek Railbikes, Sierra Dinner Train, Zombie Train et Railbikes on the Noyo).